# Pithanotaria starri
Pithanotaria starri és una espècie extinta de mamífer carnívor de la família dels otàrids que visqué a l'oceà Pacífic durant el Miocè superior, fa entre 5,3 i 11,6 milions d'anys. Se n'han trobat restes fòssils a les formacions de Monterey, Santa Margarita i el Sisquoc (Califòrnia, Estats Units). Es tracta de l'única espècie del gènere Pithanotaria. Es calcula que devia fer uns 126 cm de llargada, cosa que en faria un dels otàrids més petits que es coneixen. Es diferenciava del seu parent proper Thalassoleon per la presència d'una cresta gruixuda d'esmalt dental situada a la base de la tercera dent incisiva superior.